# درولا کیروان
درولا کیروان (انگلیسی: Dervla Kirwan؛ زادهٔ ۲۴ اکتبر ۱۹۷۱) بازیگر اهل جمهوری ایرلند است. وی از سال ۱۹۹۱ میلادی تاکنون مشغول فعالیت بوده‌است.
از کارهایی که وی در آن نقش داشته‌است، می‌توان به مجموعه‌های فکر می‌کنی کی هستی؟ و شاهد خاموش اشاره کرد.